# Проповідник (комікс)
Проповідник (Preacher) - серія коміксів, створена автором Ґартом Еннісом і художником Стівом Діллоном за участю Ґленна Фабрі та інших графіків, яка у 1995 - 2000 рр. випускалася американським видавництвом Vertigo, що тепер належить видавництву DC Comics.
Оригінальна серія складалася з 75 випусків - 66 регулярних щомісячних та 5 спеціальних випусків і міні-серії ще з чотирьох випусків.  Останній щомісячний випуск № 66 вийшов в липні 2000 року. Пізніше всі вони були видані у вигляді дев'яти томів в м'якій обкладинці. Наразі Preacher перевидано в палітурці.
Адаптація телесеріалу «Проповідник» вийшла в ефір у 43 епізодах протягом чотирьох сезонів на каналі AMC, з 2015 по 2019 рік.

## Сюжет
Preacher - це історія Джессі Кастера, безпорадного настоятеля-проповідника церкви в маленькому містечку Еннвілл, Техас, в якого через кризову ситуацію на Небесах раптом вселилася надприродна істота на ім'я Генезис. Під час цього вибухового інциденту загинули всі парафіяни, які слухали проповідь Кастера.
Генезис, результат забороненого злягання архангела й демониці, є абсолютно новим єством, немовлям без почуття індивідуальності та волі. Однак, створене з абсолютних добра і зла, воно має таку силу, що дорівнює силі Бога. Таким чином, носій Генезису Джессі Кастер, ймовірно, стає наймогутнішою людиною у Всесвіті.
Бог, щойно народився Генезис, кинув напризволяще Небеса і переховується десь на Землі. Джессі Кастер вирушає в подорож по Сполученим Штатам, намагаючись Його знайти і в процесі своїх карколомних пригод випробовує власні нові здібності, які дозволяють йому керувати волею всіх, хто чує його Слово. Дорогою до нього приєднуються його колишня дівчина Тюліп О'Гер та ірландський вампір-алкоголік Кессіді.
Протягом своєї подорожі ця трійця бореться з ворогами і перешкодами, мирськими та духовними, серед яких: непіддатний знищенню Святитель Вбивць (англ. Saint of Killers ), бездоганний стрілець з антикварних револьверів (чия «проклята душа така холодна й по-зміїному підла, що сам Сатана викинув його геть з пекла»), котрий відтепер виконує функції Ангела Смерті, формально підкоряючись лише зниклому Всевишньому; надпотужна таємна організація Грааль, яка зберігає родовід Ісуса і готує Армагедон; новоспечений керівник Грааля з манією величі і схильністю до сексуальних збочень гер Штарр, що має свої плани на Джессі Кастера;  а також рідна бабуся Джессі Кастера та її поплічники - двійко напівбожевільних реднеків  сильний і розумний Джоді і "любитель трахати тварин" ТіСі ( Англ.TC ).  

## Зібрані видання
| Назва                                | ISBN            | Дата випуску      | Зібраний матеріал |
| ------------------------------------ | --------------- | ----------------- | --- |
| Preacher: Gone to Texas              | 978-1563892615  | March 1, 1996     | Preacher #1–7, 4-page foreword by Joe R. Lansdale |
| Preacher: Until the End of the World | 978-1563893124  | January 1, 1997   | Preacher #8–17, 3-page introduction by Kevin Smith |
| Preacher: Proud Americans            | 978-1563893278  | October 1, 1997   | Preacher #18–26, 4-page introduction by Penn Jillette (of Penn & Teller)                                                                                          |
| Preacher: Ancient History            | 978-1563894053  | March 1, 1998     | Preacher Special: Saint of Killers #1–4, Preacher Special: The Story of You-Know-Who, and Preacher Special: The Good Old Boys, 2-page introduction by Garth Ennis |
| Preacher: Dixie Fried                | 978-1563894282  | September 1, 1998 | Preacher #27–33 and Preacher Special: Cassidy – Blood and Whiskey, no extras                                                                                      |
| Preacher: War in the Sun             | 978-1563894909  | March 1, 1999     | Preacher #34–40 and Preacher Special: One Man's War, 1-page recap, 2-page character introductions                                                                 |
| Preacher: Salvation                  | 978-1-563895197 | September 1, 1999 | Preacher #41–50, no extras |
| Preacher: All Hell's A-Coming        | 978-1563896170  | June 1, 2000      | Preacher #51–58 and Preacher Special: Tall in the Saddle, 2-page character introductions, 2-page recap                                                            |
| Preacher: Alamo                      | 978-1563897153  | May 1, 2001       | Preacher #59–66, 2-page character introductions, 2-page recap |

| Назва                | Format    | ISBN           | Дата випуску      | Зібраний матеріал |
| -------------------- | --------- | -------------- | ----------------- | --- |
| Preacher: Book One   | Hardcover | 978-1401222796 | July 21, 2009     | Preacher #1–12 |
| Preacher: Book One   | TPB       | 978-1401240455 | June 18, 2013     | Preacher #1–12 |
| Preacher: Book Two   | Hardcover | 978-1401225797 | February 16, 2010 | Preacher #13–26 |
| Preacher: Book Two   | TPB       | 978-1401242558 | October 1, 2013   | Preacher #13–26 |
| Preacher: Book Three | Hardcover | 978-1401230166 | December 21, 2010 | Preacher #27–33, Preacher Special: Saint of Killers #1–4, and Preacher Special: Cassidy – Blood and Whiskey                            |
| Preacher: Book Three | TPB       | 978-1401245016 | January 28, 2014  | Preacher #27–33, Preacher Special: Saint of Killers #1–4, and Preacher Special: Cassidy – Blood and Whiskey                            |
| Preacher: Book Four  | Hardcover | 978-1401230937 | June 14, 2011     | Preacher #34–40, Preacher Special: The Story of You-Know-Who, Preacher Special: The Good Old Boys, and Preacher Special: One Man's War |
| Preacher: Book Four  | TPB       | 978-1401230944 | June 24, 2014     | Preacher #34–40, Preacher Special: The Story of You-Know-Who, Preacher Special: The Good Old Boys, and Preacher Special: One Man's War |
| Preacher: Book Five  | Hardcover | 978-1401232504 | November 29, 2011 | Preacher #41–54 |
| Preacher: Book Five  | TPB       | 978-1401250744 | August 19, 2014   | Preacher #41–54 |
| Preacher: Book Six   | Hardcover | 978-1401234157 | January 17, 2012  | Preacher #55–66 and Preacher Special: Tall in the Saddle                                                                               |
| Preacher: Book Six   | TPB       | 978-1401252793 | November 4, 2014  | Preacher #55–66 and Preacher Special: Tall in the Saddle                                                                               |

| Назва                     | ISBN           | Дата випуску   | Зібраний матеріал |
| ------------------------- | -------------- | -------------- | --- |
| Absolute Preacher, Vol. 1 | 978-1401264413 | July 12, 2016  | Preacher #1–26 |
| Absolute Preacher, Vol. 2 | 978-1401268091 | May 9, 2017    | Preacher #27–40, Preacher Special: Saint of Killers #1–4, Preacher Special: The Story of You-Know-Who, Preacher Special: The Good Old Boys, Preacher Special: Cassidy – Blood and Whiskey, and Preacher Special: One Man's War |
| Absolute Preacher, Vol. 3 | 978-1401278489 | April 25, 2018 | Preacher #41–66 and Preacher Special: Tall in the Saddle |

| Назва                                         | ISBN           | Дата випуску    | Зібраний матеріал |
| --------------------------------------------- | -------------- | --------------- | --- |
| Preacher: The 25th Anniversary Omnibus Vol. 1 | 978-1779502674 | August 4, 2020  | Preacher #1-33, Preacher Special: Saint of Killers #1–4, Preacher Special: Cassidy – Blood and Whiskey                                                                    |
| Preacher: The 25th Anniversary Omnibus Vol. 2 | 978-1779510372 | August 31, 2021 | Preacher # 34-66, Preacher Special: The Story of You-Know-Who, Preacher Special: The Good Old Boys, Preacher Special: One Man's War, Preacher Special: Tall in the Saddle |

Крім того, книга Preacher: Dead or Alive (ISBN 9781563898488) збирає обкладинки Фабрі до серіалу.